# Biatló als Jocs Olímpics d'hivern de 1980
Als Jocs Olímpics d'Hivern de 1980 celebrats a la ciutat de Lake Placid (Estats Units) es disputaren tres proves de biatló en categoria masculina, una de 10 km. esprint, una altra de 20 km i una altra de relleus 4x7,5 quilòmetres. Aquesta fou la primera vegada que es disputà la prova de 10 quilòmetres.
La prova de 20 km. es realitzà el 16 de febrer, la de 10 km. el dia 19 de febrer i la de relleus el dia 22 de febrer de 1980 a les instal·lacions de Lake Placid. Hi participaren un total de 76 biatletes de 18 comitès nacionals diferents.

## Resum de medalles
| Prova                  | Or                                                                                         | Argent                                                            | Bronze                                                               |
| 10 km. esprint detalls | Frank Ullrich                                                                              | Vladimir Alikin                                                   | Anatoly Alyabyev                                                     |
| 20 km. detalls         | Anatoly Alyabyev                                                                           | Frank Ullrich                                                     | Eberhard Rösch                                                       |
| Equips detalls         | Unió SovièticaVladimir Alikin · Aleksandr Tíkhonov · Vladimir Barnachov · Anatoly Alyabyev | RDAMathias Jung · Klaus Siebert · Frank Ullrich · Eberhard Röscha | RFAFranz Bernreiter · Hansi Estner · Peter Angerer · Gerhard Winkler |

## Medaller
| Posició | País           | Or | Argent | Bronze | Total |
| 1       | Unió Soviètica | 2  | 1      | 1      | 4     |
| 2       | RDA            | 1  | 2      | 1      | 4     |
| 3       | RFA            | 0  | 0      | 1      | 1     |
|         |                |    |        |        |       |
| Total   | Total          | 3  | 3      | 3      | 9     |